# فولاد ناب
فولاد ناب (به انگلیسی: Real Steel) فیلمی آمریکایی با ژانر اکشن، درام، علمی-تخیلی، محصول سال ۲۰۱۱ به کارگردانیِ شاون لوی. این فیلم بر اساس برنامه تلویزیونی منطقه گرگ ومیش به انگلیسی: The Twilight Zone ساخته شده‌است دارای نامزد جایزه اسکار.

## خلاصهٔ داستان
داستان فیلم از جایی شروع می‌شود که ورزش بوکس جای خود را به بوکس میان ربات‌ها داده در این میان پسری ده ساله رباتی نسل دومی پیدا می‌کند وبا پدر او که در مسابقه بین ربات‌ها رباتش را از دست داده است همراه می‌شود تا جایی که رقیب قوی‌ترین ربات جهان می‌شوند ...

### جوایز
| جایزه              | نامزد                                                              | دسته بندی                                                | نتیجه    |
| ------------------ | ------------------------------------------------------------------ | -------------------------------------------------------- | -------- |
| جایزه برگزیده مردم | هیو جکمن                                                           | Favorite Action Movie Star                               | برنده    |
| جایزه هنرمند جوان  | داکوتا گویو                                                        | Best Performance in a Feature Film - Leading Young Actor | برنده    |
| جایزه ساترن        | داکوتا گویو                                                        | Best Performance by a Young Actor                        | نامزدشده |
| جایزه اسکار        | Erik Nash, John Rosengrant, Danny Gordon Taylor, and Swen Gillberg | جایزه اسکار بهترین جلوه‌های تصویری                        | نامزدشده |